# Kanivekallu, Bangarapet
Kanivekallu là một làng thuộc tehsil Bangarapet, huyện Kolar, bang Karnataka, Ấn Độ.